# Theodolinde Mehltretter
Schwester Maria Theodolinde Mehltretter (* 6. Februar 1946 in Weiden i.d.OPf.) ist eine deutsche Ordensfrau. Von 2004 bis 2016 war sie Generaloberin der Barmherzigen Schwestern vom hl. Vinzenz von Paul in München. 

## Leben
Johanna Mehltretter wuchs in einem Weiler bei Neukirchen-Balbini auf. Als 17-Jährige trat sie 1963 in den Orden der Barmherzigen Schwestern vom hl. Vinzenz von Paul ein und nahm den Ordensnamen Theodolinde an. Ihren ursprünglichen Wunsch, in die Mission zu gehen, gab sie auf und arbeitete im Anschluss an ihr Noviziat 21 Jahre lang in der Verwaltung des Waldsanatoriums Planegg. Während dieser Zeit bildete sie sich zur Finanzbuchhalterin und zur Betriebswirtin fort. 1987 übernahm sie zunächst im Mutterhaus des Ordens in München die Buchhaltung. Schließlich wurde sie im Sommer 1989 mit der Geschäftsführung der ordenseigenen Adelholzener Primusquelle betraut. Dort festigte sie mit der Realisierung innovativer Ideen die Position des Unternehmens als Marktführer bei Mineralwässern in Bayern. 
Am 13. November 2004 wurde sie als Nachfolgerin von Adelinde Schwaiberger zur Generaloberin des Ordens gewählt. Im Oktober 2016 übergab sie dieses Amt an Rosa Maria Dick. Als eine von drei Generalrätinnen gehört sie weiter der Ordensleitung an.

## Auszeichnungen
- 2004: Bundesverdienstkreuz am Bande[3]
- 2007: Bayerischer Verdienstorden
- 2008: Bayerische Verfassungsmedaille in Silber
- 2012: Bayerische Staatsmedaille für soziale Verdienste
- 2014: Bayerische Verfassungsmedaille in Gold